# Gymnocephalus ambriaelacus
Gymnocephalus ambriaelacus és una espècie de peix pertanyent a la família dels pèrcids.

## Descripció
- Pot arribar a fer 11,7 cm de llargària màxima.
- 14-16 espines i 10-12 radis tous a l'aleta dorsal i 2 espines i 5-6 radis tous a l'anal.[1][2]

## Hàbitat
És un peix d'aigua dolça, bentopelàgic i de clima temperat.

## Distribució geogràfica
Es troba a Europa: és un endemisme del llac Ammersee (conca superior del riu Danubi al sud d'Alemanya).

## Estat de conservació
La seua població està minvant al llac on viu degut principalment a la introducció de Gymnocephalus acerinus.

## Observacions
És inofensiu per als humans.